# Brünn/Thür.
Brünn/Thür., Brünn/Thüringen – miejscowość i gmina w Niemczech, w kraju związkowym Turyngia w powiecie Hildburghausen.
Niektóre zadania administracyjne gminy realizowane są przez gminę Auengrund, która pełni rolę "gminy realizującej" (niem. "erfüllende Gemeinde").